# Vasja Pirc
Vasja Pirc [pirts] (* 19. Dezember 1907 in Idria; † 2. Juni 1980 in Ljubljana) war ein jugoslawischer Schachspieler und Historiker.

## Leben
Sein erster großer sportlicher Erfolg datiert auf das Jahr 1929, als er im Turnier von Rogaška Slatina den dritten Platz mit Géza Maróczy teilte (es siegte Akiba Rubinstein vor Salo Flohr). 1938 gewann er zwei Turniere: Bad Harzburg (vor Efim Bogoljubow) und Łódź (vor Savielly Tartakower). Pirc nahm mit Jugoslawien an den Schacholympiaden 1931, 1935, 1937, 1950, 1952 und 1954 teil. 1950 wurde er in Dubrovnik mit seinem Land Olympiasieger, 1952 in Helsinki und 1954 in Amsterdam gewann er die Silbermedaille. In der Einzelwertung erreichte Pirc 1931 in Prag das zweitbeste Einzelergebnis am vierten Brett. Außerdem vertrat er Jugoslawien auch bei der inoffiziellen Schacholympiade 1936 in München, wo er am Spitzenbrett das zweitbeste Ergebnis erreichte. Zwischen 1935 und 1953 wurde er fünfmal jugoslawischer Meister. Im Jahre 1948 gelang es ihm, einen Wettkampf gegen Ex-Weltmeister Max Euwe unentschieden (5:5) zu halten.
Im Jahre 1953 verlieh die FIDE Pirc den Titel eines Großmeisters.
Seine beste historische Elo-Zahl betrug 2680. Diese erreichte er im September 1939. Im Januar und Februar 1935 lag er auf dem neunten Platz der Weltrangliste.
Nach ihm ist die Pirc-Ufimzew-Verteidigung, häufig auch einfach Pirc-Verteidigung, benannt: 1. e2–e4 d7–d6 2. d2–d4 Sg8–f6, nebst g7–g6 und Lf8–g7. Im russischen Sprachraum ist diese Eröffnung nach dem dortigen Meisterspieler Anatoli Ufimzew benannt.